# Petrus de Dacia (matematiker)
Petrus de Dacia, (lat. 'Peter från Danmark'), även känd som Philomena och Peder Näktergal, var en dansk lärd person som levde i slutet på 1200-talet. Han arbetade huvudsakligen i Paris och Italien och skrev på latin. Han utgav en kalender över nymånedatum för åren 1292–1367. 1292 publicerade han en matematikbok som innehöll en ny metod att räkna ut kubikroten. Han beskrev även ett mekaniskt instrument för att förutsäga sol- och måneklipser som sedda från Paris.
Petrus de Dacia var kanik i Roskilde 1303.

## Valda verk
- Corpus Philosophorum Danicorum Medii Aevi, tom. X, utg. Fritz Saaby Pedersen. Köpenhamn 1983-84.
- A mediaeval commentary on time-reckoning, ed. Fritz S. Pedersen. Odense 1979.
- Tractatus instrumenti eclipsium, [with commentary by] Fritz S. Pedersen. Köpenhamn 1978.